# 2112 (album)
2112 er et konceptalbum udgivet af rockgruppen Rush. Albummet handler om science fiction og en verden uden musik.